# Mädchenjahre einer Königin (1936)
Mädchenjahre einer Königin ist ein deutscher Spielfilm von 1935/1936 mit Jenny Jugo in der Titelrolle. Regie führte Jugos Hausregisseur Erich Engel.

## Handlung
Prinzessin Victoria von Kent erfährt von ihrer Erzieherin, dass sie als Nachfolgerin des im Sterben liegenden britischen Königs auserkoren worden ist. Ihre Mutter wie auch ihr Onkel versuchen von Anfang an, die unerfahrene 18-Jährige zu bevormunden und zu gängeln. Schon früh weiß Victoria jedoch sich durchzusetzen: Entgegen dem ausdrücklichen Wunsch ihrer Einflüsterer entlässt Victoria nicht die Regierung, sondern spricht dem Premierminister Lord Melbourne ausdrücklich ihr Vertrauen aus. Melbourne erweist sich als dankbar und wird fortan ein vertrauensvoller Berater und väterlicher Freund der noch unerfahrenen Monarchin.
Indes ziehen Victorias Verwandte im Hintergrund weiterhin Strippen. Während die Mutter ihr Kind so schnell wie möglich mit dem niederländischen Kronprinzen Heinrich von Nassau verheiraten will, hat ihr Onkel zu diesem Zweck den russischen Großfürsten Alexander auserkoren. Auch Lord Melbourne hat für seine junge Königin einen passenden Mann ausgespäht. Er hält den jungen deutschen Prinzen Albert von Sachsen-Coburg-Gotha für den geeignetsten Kandidaten. Doch Victoria stellt sich quer; sie hat generell nicht die geringste Absicht, in Bälde zu heiraten. Kurz vor ihrem anstehenden Geburtstag büxt sie mit ihrer Erzieherin und ihrem Leibdiener aus, um heimlich nach Paris zu fahren. Da es auf dem Weg zur Kanalküste stark regnet, entscheidet man sich vor der Überfahrt nach Frankreich, in Dover zu übernachten.
Victoria übernachtet inkognito im Gasthaus mit ihrem Gefolge und lernt dort einen jungen Mann kennen, der sich als ganz normaler, deutscher Student ausgibt. In Wahrheit handelt es sich jedoch um den von Lord Melbourne favorisierten Prinzen Albert. Rasch finden die beiden jungen Leute Gefallen aneinander. Albert ist gerade auf dem Weg nach London, wo er, dem Willen seines Onkels, des belgischen Königs, folgend, sich mit Victoria verloben soll. Doch wie Victoria ist auch er alles andere als begeistert von dieser arrangierten Ehe. Außerdem hat Prinz Albert einige Vorbehalte gegenüber der britischen Monarchin, die er noch gar nicht kennt.
Die gemeinsame Nacht in Dover führt dazu, dass Albert seine Pläne über den Haufen wirft und beschließt, mit der jungen, unbekannten Britin nach Paris zu reisen. Von Alberts Begleiter erfährt Victoria jedoch, um wen es sich bei dem jungen Deutschen wirklich handelt. Albert müsse, so dessen Aufpasser, unbedingt nach London reisen, um seiner dynastischen Pflicht nachzukommen. Daraufhin wirft nun wiederum Victoria ihre Paris-Pläne über den Haufen und gedenkt, ihren Ehemann in spe offiziell auf der für sie geplanten Geburtstagsfeier kennenzulernen. Dort traut Albert seinen Augen nicht, als er Victoria wiedersieht, und wird verlegen. Unvergessen sind seine abfälligen Worte über die ihm bis dahin noch nicht bekannte, britische Monarchin. Mit Hilfe von Lord Melbourne finden beide jungen Leute endgültig zusammen, und einer Eheschließung steht jetzt nichts mehr im Wege.

## Produktionsnotizen
Mädchenjahre einer Königin gilt als der größte Filmerfolg in Jenny Jugos Karriere. Jugos Ehemann Friedrich Benfer wurde mit der Rolle des Prinzen Albert von Sachsen-Coburg-Gotha ihr zur Seite gestellt. Diese Filmromanze war zugleich eine Reverenz gegenüber dem späteren, royalen Liebes- und Ehepaar anlässlich des 100. Jahrestag beider erster Begegnung im Jahre 1836.
Gedreht wurde vom 18. November bis Jahresende 1935 in den Ufa-Ateliers von Berlin-Tempelhof und Neubabelsberg. Die Uraufführung fand am 28. Februar 1936 im Berliner Gloria-Palast statt. Nach dem Krieg wurde Mädchenjahre einer Königin am 9. Mai 1976 im ZDF wiederaufgeführt.
Dem von Ernst Marischka verfassten Drehbuch lag das gleichnamige Bühnenstück von Sil-Vara (d. i. Geza Silberer) aus dem Jahre 1932 zugrunde. 1954 inszenierte Marischka nach diesem Drehbuch auch das gleichnamige Remake mit der jungen Romy Schneider in der Titelrolle.
Produzent Eberhard Klagemann übernahm auch die Produktionsleitung. Die von Hermann Warm entworfenen Filmbauten wurden von Carl Haacker und Bruno Lutz ausgeführt, die Kostüme stammen von Arno Richter.
Jugo-Fan Adolf Hitler archivierte Mädchenjahre einer Königin in seinem Filmarchiv auf dem Berghof.

## Kritiken
Wiens Neue Freie Presse berichtete in der Ausgabe vom 25. Februar 1936: „Die lebendig dramatisierte Biographie der Mädchenjugend Königin Victorias, ihrer Thronbesteigung und Verlobung ist ein geborner Filmstoff. Die geschickte und humorvolle Drehbuchbearbeitung Ernst Marischkas hält sich auch inhaltlich und in der Bilderreihenfolge ziemlich genau an die Vorlage, in der etwas zögernden Exposition sogar zu genau. […] Erich Engel beweist seine immer subtile Regiehand hier auch im leichten Genre und erzielt mit Geschmack, Zeitgefühl und diskreten Mitteln eine sehr gefällige Unterhaltung. Eine Diskretion, die besonders den darstellerischen Leitungen zugute kommt. Die immer humorvolle Jenny Jugo ist als junge Königin wie als verliebtes junges Mädchen von feinstem Scharm. Ihre starke Begabung für weibliche Liebenswürdigkeit und Drolerie kommt in keiner ihrer bisherigen Rollen so ein und vollendet zum Ausdruck.“
In der Österreichischen Film-Zeitung ist in der Ausgabe vom 28. Februar 1936 auf Seite 2 zu lesen: „Als die junge Königin Victoria hat Jenny Jugo […] eine sehr reizvolle Aufgabe erhalten, die sie mit viel Anmut und frischer Jugendlichkeit löst. In ihrer Darstellung kommt die Wandlung der ahnungslosen, kindlichen Victoria, die noch nichts von der großen Verantwortung, die auf sie wartet, weiß, zu der zielbewußten, um das Wohl ihres Reiches besorgten Herrscherin gut zum Ausdruck. […] Erich Engel hat Milieu und Ereignisse mit Takt und Geschmack inszeniert.“
Claire Trask urteilte am 26. April 1936 in der New York Times: „Erich Engel has the light touch, a rare gift with any of the German directors (…) Though Jenny Jungo (sic!) as Victoria has hardly the physical qualifications for the part, she gives a wholly delightful and spontaneous impersonation of the young girl who was compelled to adjust herself to the responsibilities of queenhood. Supported by superior camera work, witty dialogue and an intimacy of sound (…) the picture keeps on a level of excellency which bears comparison with the better foreign product.“
Das Lexikon des Internationalen Films schreibt: „Zwischen Gefühl und Humor angesiedelte, vom natürlichen Charme der Jenny Jugo lebende deutsche Vorkriegskomödie.“